# Duboisia
Duboisia  es un género de plantas con flores perteneciente a la subfamilia Nicotianoideae, incluida en la familia de las solanáceas (Solanaceae). Son nativas de Australia. Comprende 8 especies descritas y de estas, solo 4 aceptadas.
Uso etnobotanico
Esta planta en Oceanía es consumida por los aborígenes mascandola lo cual es muy embriagante por su alto contenido en nicotina junto a su contenido en alcaloides tropanicos como atropina o escopolamina

## Taxonomía
El género fue descrito por Robert Brown y publicado en Prodromus Florae Novae Hollandiae 448. 1810. La especie tipo es: Duboisia myoporoides
Etimología
Duboisia: nombre genérico que fue otorgado en honor de  Charles Dubois, 1656-1740 comerciante de Londres y mecenas de la botánica; que mantenía un jardín botánico privado y cumplimentaba un gran herbario, que ahora está en Oxford.

## Especies aceptadas
A continuación se brinda un listado de las especies del género Duboisia aceptadas hasta julio de 2015, ordenadas alfabéticamente. Para cada una se indica el nombre binomial seguido del autor, abreviado según las convenciones y usos.

## Especies
- Duboisia arenitensis
- Duboisia campbellii
- Duboisia hopwoodii
- Duboisia leichhardtii
- Duboisia myoporoides